# Alberto Urdiales
Alberto Urdiales Márquez (* 17. November 1968 in Santander) ist ein ehemaliger spanischer Handballtrainer und Handballspieler. Sein Bruder Santiago Urdiales spielte ebenfalls Handball.

## Karriere

### Verein
Der 1,79 m große rechte Außenspieler stand ab 1986 im Kader von Atlético Madrid. Mit den Hauptstädtern gewann er 1986/87 die Copa del Rey und 1987/88 die Supercopa Asobal. Im Jahr 1993 wechselte der Linkshänder zurück zu seinem Ausbildungsverein CB Cantabria Santander, mit dem er die spanische Meisterschaft 1993/94, die EHF Champions League 1993/94, die Copa del Rey 1994/95, die Supercopa Asobal 1994/95, die Copa ASOBAL 1996/97 und 1997/98 sowie den Europapokal der Pokalsieger 1997/98 gewinnen konnte. Im Sommer 2001 unterschrieb er beim Champions-League-Sieger Portland San Antonio. Mit dem Team aus Pamplona wurde er 2001/02 spanischer Meister und Supercupsieger sowie Europapokalsieger der Pokalsieger 2003/04. In der EHF Champions League 2002/03 unterlag er mit San Antonio dem französischen Meister Montpellier Handball.
Nach seinem Karriereende im Sommer 2004 übernahm er bei Santander den Trainerposten.

### Nationalmannschaft
Mit der spanischen Juniorennationalmannschaft gewann Urdiales die Bronzemedaille bei den Mittelmeerspielen 1987 sowie die Silbermedaille bei den U-21-Weltmeisterschaften 1987 und 1989.
In der spanischen A-Nationalmannschaft debütierte Urdiales beim 27:22 gegen die Schweiz am 10. Januar 1991 in Alcobendas. Am Tag zuvor lief er bereits gegen eine spanische B-Auswahl auf. Mit Spanien wurde er Erster beim Supercup 1991 und Dritter beim World Cup 1991. Bei seinen ersten Olympischen Spielen 1992 in Barcelona warf der Rechtsaußen 30 Tore in vier Spielen und belegte mit der Olympiaauswahl den 5. Platz. Im Jahr 1994 nahm er an der Europameisterschaft und an den Goodwill Games teil. Bei seiner ersten Weltmeisterschaft 1995 erzielte er 30 Tore in sieben Partien und erreichte den 11. Rang. 25 Treffer in sechs Spielen leistete er auf dem Weg zum Gewinn der Silbermedaille bei der Europameisterschaft 1996. Kurz darauf stand er im Aufgebot für die Olympischen Spiele 1996 in Atlanta, wo Spanien die Bronzemedaille gewann. Urdiales traf 31 Mal in sieben Einsätzen. Bei der Weltmeisterschaft 1997 kam er nach 17 Toren in sechs Spielen mit der Selección auf den 7. Rang. Im Jahr 1998 gewann er erneut eine Silbermedaille bei der Europameisterschaft 1998. Urdiales hatte mit acht Treffern in vier Spielen jedoch nur eine Nebenrolle auf seiner Position hinter Antonio Carlos Ortega (29 Tore). Bei der Weltmeisterschaft 1999 verpasste die spanische Mannschaft mit dem vierten Platz knapp eine Medaille, Urdiales kam auf 21 Treffer in fünf Spielen. Im Jahr 2000 sollte er noch zwei weitere Bronzemedaillen gewinnen, so bei der Europameisterschaft und in Sydney bei seinen dritten  Olympischen Spielen. Anschließend beendete er seine Nationalmannschaftslaufbahn. Insgesamt bestritt er 142 Länderspiele, in denen er 438 Tore erzielte.